# Лужі (Невельський район)
Лужі (рос. Лужи) — присілок в Невельському районі Псковської області Російської Федерації.
Населення становить 6 осіб. Входить до складу муніципального утворення Усть-Долиська волость.

## Історія
Від 2015 року входить до складу муніципального утворення Усть-Долиська волость.

## Населення
| 2001 | 2002 | 2010 |
| ---- | ---- | ---- |
| 5    | ↗7   | ↘6   |